# Парк XIX століття (Ходорів)
Парк XIX ст. (Парк Ходорівської районної лікарні) — парк-пам'ятка садово-паркового мистецтва місцевого значення в Україні. Розташований у межах Жидачівського району Львівської області, в місті Ходорів (вул. Б. Хмельницького, 63). 
Площа 2 га. Статус надано згідно з рішенням виконкому Львівської обласної ради від 9 жовтня 1984 року № 495. Перебуває у віданні Ходорівської міської ради. 
Статус надано для збереження парку, закладеного в XIX ст. На території парку розташовані будівлі колишнього маєтку князя Є. Любомирського, які нині використовуються як корпуси Ходорівської районної лікарні. 
На території парку розташований колишній палац барона де Во, також знаний, як палац Любомирського, котрий перебудував палац після того, як він був зруйнований під час Першої світової війни. Тепер у палаці розташована районна лікарня.